# Убийца Мороз
Киллер Фрост (англ. Killer Frost) или Убийца Мороз, Убийца Стужа (в некоторых переводах) — псевдоним, используемый несколькими суперзлодейками вселенной DC Comics. Все являются врагами супергероя Огненного Шторма.

## Вымышленная биография

### Кристал Фрост
Первое воплощение Убийцы Мороз, первое появление которого состоялось в выпуске Firestorm #3 (июнь 1978 года). Студентка Гудзонского университета, Кристал Фрост влюбилась в своего преподавателя Мартина Штайна. Во время работы над научным проектом в Арктике, Кристал узнала, что Штайн не отвечает взаимностью на её чувства. Расстроенная, она случайно заперлась в низкотемпературной камере, но каким-то образом сумела выжить. Её тело преобразовалось так, что теперь она была в состоянии поглощать тепло от живых существ и создавать холод и лёд. Взяв себе имя «Убийца Мороз», она решила начать свой крестовый поход против мужчин, но столкнулась с постоянным противодействием супергероя Огненного шторма. После ряда ожесточённых схваток Убийца Мороз в конце концов погибла, после того как она поглотила слишком много энергии от Огненного Шторма. Позже Кристалл была определена среди тех, кого погребли под Залом Справедливости. Позднее её тело было воскрешено в качестве Чёрного Фонаря.

### Луиза Линкольн
Второе воплощение Убийцы Мороз появилось в выпуске Firestorm (vol. 2) # 21 (март 1984 года) (однако справочная серия комиксов Who’s Who: The Definitive Guide to the DC Universe (Volume 1) #12 определил первое появление второго Убийцы Мороз в выпуске Firestorm (vol. 2) # 20) и носило имя Луизы Линкольн, но псевдоним «Убийца Фрост» она взяла только в #34 той же серии комиксов. Луиза Линкольн была коллегой и другом Кристал Фрост. После её гибели, она решила повторить эксперимент и превратилась в новую Убийцу Мороз. Она стала столь же безжалостна, как её предшественница, и начала свою личную вендетту против Огненного шторма, которого она обвиняла в смерти Кристал. Впоследствии она вступила в Отряд Самоубийц и продала свою душу демону (Нерон (DC Comics)) Нерону для получения дополнительной силы.
Во время событий «Underworld Unleashed», Убийца Мороз напала на Гавайи и заморозила часть острова, прежде чем была остановлена Супербоем и Нокаут.
После того, как группа преступников напала на Лоис Лейн, Убийца Мороз спасла её от Соломона Гранди, но только чтобы оставить её связанной и с кляпом во рту на железнодорожных путях — Убийца Мороз планировала получить вознаграждение за убийство Лоис. Её плану помешал Супермен, который быстро спас Лоис прежде, чем её сбил поезд.
Позднее Убийца Фрост была освобождена из заключения, куда она попала в результате своей попытки убить Лоис, злодеем Изображением (англ. Effigy), и у обоих некоторое время было сопровождающееся флиртом партнёрство, которое закончилось тем, что её арестовал Зелёный Фонарь.
Убийца Мороз была среди тех суперзлодеев, которые стремились заработать $1 миллиард, назначенный президентом Лексом Лютором за поимку Супермена и Бэтмена, которых он объявил изменниками. Данная ситуация имеет место в арке Public Enemies серии Superman/Batman. Луиза Линкольн, как Убийца Мороз, объединяется с другими «ледяными злодеями», такими как Капитан Холод, Мистер Фриз и Сосулькой, чтобы заманить супергероев в засаду в Вашингтоне, округ Колумбия, но все четверо были побеждены. Эта команда снова атакует при поддержке других злодеев, например, Гиганты и Гориллы Гродда, но вся группа была разбита в пух и прах. Позже было раскрыто, что команда ледяных злодеев была идеей Гродда и подчинялась ему, как сказано в выпуске Superman/Batman #3.
Согласно выпускам Green Arrow (Volume 3) #54-55 Доктор Лайт нанимает Магистра зеркал и Убийцу Мороз, чтобы атаковать Зелёную стрелу и Чёрную Молнию в больнице Чикаго, где находится Кимиё Хиоши. Зелёная Стрела стреляет Убийце Мороз в бедро стрелой с греческим огнём. Не в силах поглотить тепло от стрелы, Убийца Мороз признает поражение.
В то же время Луиза Линкольн обнаруживает у себя рак, и обманывает Джейсона Руша, нового Огненного Шторма (который получил свои способности от первого Огненного Шторма после гибели последнего во время событий серии Identity Crisis), приняв облик обычной молодой женщины, чтобы он вылечил её. С восстановленным здоровьем и силами она тут же пошла в наступление, но была побеждена Джеймсом, который при помощи своих способностей вернул Луизе рак.
Убийца Мороз вернулась во время событий серии One Year Later, описывающей события спустя один год после «Кризиса на Бесконечных Землях». В этот период она очевидно начала встречаться с Мистером Фризом. Оба злодея развернули смертельную игру в центре Манхэттэна, надеясь заманить огненного Шторма в тщательно расставленную ловушку. Как только супергерой появился, Мороз использовала специальное устройство, которое отправило их обоих в космос, где суперзлодейка надеялась впитать тепловую энергию Солнца. Огненный Шторм быстро остановил её и по возвращении на Землю, Убийца Мороз и Мистер Фриз были арестованы Бэтменом. Перед тем, как их отправили в тюрьму. Убийца Мороз призналась, что Мистер Фриз был всего лишь пешка в её игре, и она не имеет никаких чувств к нему.
В выпуске DC Universe #0 Убийца Мороз была замечена как член тайного общества суперзлодеев под предводительством Либры. Позднее она была замечена среди злодеев, посланных освободить Врата Ада от Тайной Шестерки, и в конечном счете нанесла смертельный удар по суперзлодею Джуниору и линчевательнице, известной как Тарантула. Спустя некоторое время Убийца Мороз появилась в качестве участника бойцовского турнира среди металюдей, проводимого в Токио. Она была побеждена Чудо-женщиной и Чёрной Канарейкой, замаскировавшихся под злодеек, чтобы подорвать основы турнира изнутри.

### Кейтлин Сноу
В сентябре 2013 года в рамках «Месяца злодеев» как части сюжетной линии Forever Evil, которая в свою очередь была выпущена в рамках перезапуска The New 52, Убийца Мороз была показана в ван-шоте Justice League of America #7.2, также известном как Killer Frost #1. Её также можно заметить на обложке выпуска Forever Evil #1, который предполагает её появление в серии. Эта Убийца Мороз является новым воплощением суперзлодейки. Доктор Кейтлин Сноу, ученый Лаборатории СТАР, была отправлена на принадлежащую лаборатории Заставу № 72 для работы над термодинамическим двигателем, создатель которого покончил жизнь самоубийством, и вскоре она выяснила, что Застава кишит агентами организации H.I.V.E. Когда они попытались убить её при помощи того самого двигателя, Кейтлин Сноу в отчаянии сломала систему хладагента, который впитался в её тело, соединив его со льдом. Превратившись в теплового вампира, она убила всех агентов H.I.V.E, и продолжила искать источники тепла. она обнаружила, что взрывы Огненного Шторма могут временно облегчить её состояние. Когда Преступный Синдикат объявил Огненного Шторма мертвым, она потеряла последнюю надежду найти лечение.Она самая первая Убийца Мороз в The New 52.
Убийца Мороз оплакивает исчезновение Огненного шторма, (который оказался единственным, кто мог обеспечить её высокой температурой, необходимой для выживания) от этого занятия её отвлекли крики женщины, чей сын застрял в горящей машине. Хотя Убийца Мороз испытывает непреодолимое желание поглотить тепло женщины, её интригует голос, раздающийся из огня. В ходе исследований она выясняет, что суперзлодейка, которая называет себя Жарой, везде устраивает пожары. Обрадовавшись, Убийца Фрост выслеживает Жару и поглощает её тепловую энергию, тем самым убивая её. Несмотря на то, что она не имела намерений спасти мальчика, тот воссоединяется с матерью, а Убийца Мороз отправляется искать Огненного шторма, осознав что пока не имеет достаточно высокой температуры.

## Силы и способности
Убийца Мороз обладает возможностью поглощать тепло из внешних источников и преобразовывать его в волны холода. Используя эту способность, Убийца Мороз может создавать объекты, полностью состоящие изо льда, и использовать их как для атаки (ледяные кинжалы), так и для обороны (ледяные стены). Также она может мгновенно заморозить живую материю при физическом контакте. Также в сериях комиксов, выпущенных до «Кризиса на бесконечных Землях», Убийца Мороз могла подчинять себе мужчин поцелуем.

## Другие версии

### DC Super Friends
В основанной на серии DC Super Friends вселенной Убийца Мороз — член группы ледяных злодеев, известной как «Ледяной Массив», и заковавшей город в снег и лед. Ледяной массив появляется в выпуске DC Super Friends #16 (август 2009 года).

## Вне комиксов

### Фильмы
- В анимационном фильме «Супермен/Бэтмен: Враги общества» (2009) Убийца Мороз, объединившись с Мистером Фризом, Капитаном Холодом и Сосулькой, нападает на Бэтмена и Супермена, чтобы получить 1.000.000.000 долларов — награду, обещанную за их головы президентом Лексом Лютором.
- В анимационном фильме «Бэтмен. Нападение на Аркхэм» (2014) Луиза Линкольн является членом Отряда Самоубийц, которых отправили на секретную миссию в психиатрическую больницу «Аркхэм», где они должны убить Загадочника. Вычислив местонахождение Загадочника она отказывается убивать его, так как тот знает, как обезвредить бомбы внутри тел членов Отряда Самоубийц. она также находит оружие Мистера Фриза и некоторое время использует его для борьбы с Бэтменом, но столкнувшись с тяжестью оружия отбрасывает его после единственного выстрела. Когда Джокер вырвался на свободу и освободил всех заключенных Аркхэма, она предпочла скрыться, украв патрульную машину, однако Бэйн атакует эту машину, заставив её слететь с дороги и взорваться, оставив судьбу Убийцы Мороза неизвестной. В фильме её озвучивает Дженнифер Хейл[13].

### Телевидение
- В эпизоде «Тайное общество» мультсериала «Лига справедливости» группа суперзлодеев, возглавляемая Гориллой Гроддом и включающая в себя Синестро, Паразита, Гиганту, Мрака, Глиноликого и Убийцу Мороз пытается уничтожить Лигу Справедливости. В данном случае не уточняется какое именно из воплощений Убийцы Мороза появляется на экране. Её озвучивает Дженнифер Хэйл.
- Также в сериале «Лига справедливости: Без границ», где её снова озвучила Дженнифер Хейл. В мультсериале она воссоединилась с группой суперзлодеев, возглавляемой Гроддом, и была отправлена вместе с Гигантой, Дьявольским Рэем и Тепловой волной к судну викингов, заключенном во льду с бессмертным принцем викингов. Когда лавина угрожала домику, находящемуся недалеко, Марсианский охотник вынудил её спасти жителей от снега. Позднее, когда общество суперзлодеев раскололось на Фракцию Гродда и Фракцию Лютора-Брэйниака, она оказалась на стороне Гродда, но была побеждена Игрушечником. Впоследствии она предала Гродда, когда Лютор сказал, что тот, кто переметнется, останется жить. Её можно увидеть среди тех суперзлодеев, которые стали свидетелями возрождения Дарксайда.
- В мультсериале «Бэтмен: Отважный и Смелый» Луиза Линкольн как Убийца Мороз представлена врагом Бэтмена. Появляется в нескольких эпизодах. Её озвучивает Дженнифер Хэйл.
- В мультсериале «Юная Лига Справедливости» появляется Кристалл Фрост, которую озвучивает Сара Шахи.
- В мультсериале "DC Super Hero Girls" Фрост является второстепенным персонажем, которому отведено несколько серий. В серии 214, где её нарекают героиней месяца сказано, что она очень умная и способная ученица.

#### Телевизионная Вселенная DC канала The CW

Даниэль Панабэйкер в образе Убийцы Мороз

В проектах Телевизионной Вселенной DC канала The CW, более известной как Вселенная Стрелы, роль Кейтлин Сноу сыграла актриса Даниэль Панабэйкер
- Впервые персонаж появляется в серии «Человек под капюшоном». Кейтлин вместе с Циско Рамоном приезжает в Старлинг-сити, чтобы разобраться с оборудованием, собранном в местном филиале С.Т.А.Р. Лабс, после неудачного эксперимента с ускорителем. Когда на здание нападает Детстроук они оба дают отпор, как могут. Когда Оливер пытается узнать, что было украдено, она молчит и не даёт Циско ответить за неё. Впоследствии появлялась в официальных сериях кроссоверов «Флэш против Стрелы» и «Герои объединяются» как член команды Флэша.
- В телесериале «Флэш», спин-оффе телесериала «Стрела», Кейтлин Сноу является одним из основных персонажей и соратницей супергероя Централ-сити, Флэша. Она является невестой (позже женой) Ронни Реймонда, который является одной половиной Огненного Шторма. После смерти Ронни во время закрытия сингулярности, Кейтлин ненадолго покидает команду Флэша, но потом возвращается и начинает испытывать симпатию к Джею Гаррику, но позже узнаёт, что он не Джей Гаррик, а Хантер Соломон, он же злодей Зум. Эта версия до определённого момента не имела никаких сверхъестественных способностей (то есть была обычным человеком). Убийца Мороз — злая версия Кейтлин Сноу, живущая в параллельной вселенной, известной как Земля-2. Злодейка работала на Зума, была заключена им в тюрьму за некомпетентность. После того, как Кейтлин помогла ей бежать, Убийца Мороз попыталась убить её, но сама погибла от рук Зума.                                                                                                                            В третьем сезоне, после изменений в результате Флэшпоинта, у Кейтлин Сноу также обнаружились замораживающие силы, которые берут над ней верх в минуты эмоциональных потрясений, и превращают её в злодейку тем вернее, чем чаще она ими пользуется, чем и пользуется злодей Савитар.                                                                   В четвёртом сезоне Кейтлин Сноу и Убийца Мороз принимают друг друга, где Мороз становится членом команды Флэша, ближе к концу сезона Дево лишил её сил.                                                                                                                                                                                                                                                              В пятом сезоне, Кейтлин в поисках своего отца выясняет, что Убийца Мороз находится в её сознании с самого детства (5 сезон 5 серия), в этой же серии возвращает свои способности. Она является единственной в этом сезоне, кого главный злодей Цикада не может лишать сил, так как она получила свои силы не от взрыва ускорителя частиц, как большинство мета-людей.
- Появлялась в телесериале «Легенды завтрашнего дня», в эпизоде, ставшем третьей частью масштабной серии кроссоверов «Вторжение!»